# Gianluigi Aponte
Gianluigi Aponte (Sant'Agnello, 27 giugno 1940) è un imprenditore e armatore italiano, fondatore e proprietario della Mediterranean Shipping Company S.A. (MSC).
Vive a Ginevra, è miliardario e, secondo Bloomberg, è l'uomo più ricco in Svizzera e secondo la rivista Forbes, nel 2025 sarebbe il 44º più ricco al mondo con un patrimonio stimato, (al pari della moglie che detiene all'incirca l'altra metà del patrimonio) di circa 37,7 miliardi di dollari. Di fatto, i coniugi Aponte possiedono un patrimonio di circa 75 miliardi di dollari.
Al 2024, è il primo armatore al mondo.

## Biografia imprenditoriale
Fondò la sua compagnia nel 1970 con il nome di Aponte Shipping Company quando comprò il suo primo bastimento, la Patricia, una vecchia nave da carico tedesca, la MV Patricia. L'armatore di Sorrento iniziò così a commerciare verso il Corno d'Africa diversi tipi di merci.
Nel 1987, dopo l'acquisizione della società crocieristica Starlauro, viene fondata una linea di crociere sussidiaria, ossia MSC Crociere. Nel 1995 l'imprenditore acquisisce anche la compagnia marittima SNAV, società costituita da aliscafi e traghetti impegnata nei collegamenti con le principali isole italiane.
Nel 2008 Forbes gli attribuisce un patrimonio di 2,8 miliardi di dollari risultando il 412º uomo più ricco del mondo. Nel 2009 diventa uno degli azionisti della CAI-Compagnia Aerea Italiana in seguito alla privatizzazione voluta dal Governo italiano, sempre nello stesso anno esce dall'azionariato vendendo la sua partecipazione al Gruppo Riva.
Nell'ottobre 2010 acquisisce il 50% delle azioni della compagnia di navigazione Grandi Navi Veloci alla quale conferisce tre navi e la linea Napoli-Palermo già di SNAV, compagnia del gruppo MSC. Nel novembre 2011 acquista il 51% di Bluvacanze e Cisalpina Tour. Nel luglio 2015 acquista la Caremar.
Nell'ottobre del 2023 vengono pubblicati i dati di bilancio della MSC relativi all'anno 2022: i ricavi si attestano intorno agli 86,4 miliardi di Dollari, mentre l'utile netto è di circa 36,2 miliardi di Dollari.
Nello stesso periodo della pubblicazione dei dati di bilancio, il gruppo MSC acquista il 50% di Italo, azienda italiana privata operante nei trasporti ferroviari ad alta velocità.
Nel novembre 2024, il gruppo MSC, tramite la controllata Medlog holding Italia, ha chiuso l’operazione d’acquisizione del 51% di Mvn, società che opera nel settore della logistica integrata e gestisce operazioni per grandi gruppi industriali in Italia e nel mondo. L’operazione segna l’ingresso di Msc nel settore della logistica integrata industriale. Sempre nel 2024 il gruppo MSC entra nell'editoria: dal 29 settembre 2024 è ufficialmente proprietario del quotidiano ligure Il Secolo XIX, acquistato dalla Gedi del gruppo Exor Editoria.
Al 2024 MSC possiede o gestisce più di 800 portacontainer, con una media di circa 22,5 milioni di container trasportati ogni anno. Conta circa 200.000 dipendenti in tutto il mondo, con oltre 300 rotte marittime e 520 scali portuali e dal 2022 MSC risulta essere la principale compagnia di trasporto merci al mondo, seguita dalla danese Maersk Line. Secondo Alphaliner, è attualmente leader mondiale nel trasporto marittimo, gestendo al 2024 poco meno del 20% del traffico marittimo mondiale.
Il gruppo ha attualmente sede a Ginevra ed è interamente di proprietà privata. 

## Vita privata
È sposato con la svizzera Rafaela Diamant Pinas, che ha conosciuto quando era passeggera su una nave di cui era il comandante. La coppia ha due figli: Diego Aponte e Alexa Aponte Vago, rispettivamente presidente del gruppo e direttrice finanziaria di MSC.